# Llista de rellotges de sol del Baix Empordà
Llista de rellotges de sol instal·lats de forma permanent en espais públics de la comarca del Baix Empordà.

## Albons
| Nom                   | Descripció                                                  | Localització             | Coordenades                                          | Fitxa | Imatge                  |
| --------------------- | ----------------------------------------------------------- | ------------------------ | ---------------------------------------------------- | ----- | ----------------------- |
| Carrer Dr. Martí, 11  |                                                             | Albons C. Dr. Martí, 11  | 42° 06′ 14″ N, 3° 05′ 11″ E / 42.103883°N,3.086317°E | fitxa | Carregueu una nova foto |
| Carrer del Castell, 1 | Inscripció: Jo sense sol i tu sense fe, ni tu ni jo som res | Albons C. del Castell, 1 | 42° 06′ 17″ N, 3° 05′ 07″ E / 42.104787°N,3.085354°E | fitxa | Carregueu una nova foto |
| Can Trayter           | Inscripció: Can Trayter                                     | Albons C. les Llones, 2  | 42° 06′ 09″ N, 3° 05′ 03″ E / 42.102448°N,3.084159°E | fitxa | Carregueu una nova foto |

## Begur
| Nom                       | Descripció                                | Localització                                 | Coordenades                                          | Fitxa | Imatge                  |
| ------------------------- | ----------------------------------------- | -------------------------------------------- | ---------------------------------------------------- | ----- | ----------------------- |
| Carrer de la Creu, 13     |                                           | Begur C. de la Creu, 13                      | 41° 57′ 11″ N, 3° 12′ 27″ E / 41.953000°N,3.207567°E | fitxa | Carregueu una nova foto |
| Carrer Dalma i Berbat, 18 |                                           | Begur C. Dalma i Berbat, 18                  |                                                      | fitxa | Carregueu una nova foto |
| Carrer Mas Mató, 2        |                                           | Begur C. Mas Mató, 2. Sa Riera               | 41° 58′ 16″ N, 3° 12′ 32″ E / 41.971000°N,3.208817°E | fitxa | Carregueu una nova foto |
| Passatge Camí del Mar, 2  |                                           | Begur Passatge Camí del Mar, 2               | 41° 57′ 15″ N, 3° 12′ 31″ E / 41.954083°N,3.208567°E | fitxa | Carregueu una nova foto |
| Carrer de la Font, 2      | Inscripció: Passa el temps com la ventada | Begur C. de la Font, 2. Esclanyà             | 41° 55′ 46″ N, 3° 10′ 35″ E / 41.929517°N,3.176400°E | fitxa | Carregueu una nova foto |
| Can Briales               |                                           | Begur Veïnat les Rajoleries, Esclanyà        | 41° 55′ 54″ N, 3° 09′ 53″ E / 41.931700°N,3.164767°E | fitxa | Carregueu una nova foto |
| Mas del Rellotge          |                                           | Begur Crta. Begur-Palafrugell km 2, Esclanyà | 41° 55′ 39″ N, 3° 10′ 22″ E / 41.927583°N,3.172883°E | fitxa | Carregueu una nova foto |

## Bellcaire d'Empordà
| Nom                     | Descripció                                 | Localització                               | Coordenades                                          | Fitxa | Imatge                  |
| ----------------------- | ------------------------------------------ | ------------------------------------------ | ---------------------------------------------------- | ----- | ----------------------- |
| Carrer de Sant Joan, 14 |                                            | Bellcaire d'Empordà C. de Sant Joan, 14    | 42° 04′ 52″ N, 3° 05′ 38″ E / 42.081133°N,3.093967°E | fitxa | Carregueu una nova foto |
| Carrer del Nord, 2      |                                            | Bellcaire d'Empordà C. del Nord, 2         | 42° 04′ 55″ N, 3° 05′ 44″ E / 42.082050°N,3.095433°E | fitxa | Carregueu una nova foto |
| Carrer Migdia, 7        |                                            | Bellcaire d'Empordà C. Migdia, 7           | 42° 04′ 48″ N, 3° 05′ 37″ E / 42.079933°N,3.093680°E | fitxa | Carregueu una nova foto |
| El Clot de Moret        | Inscripció: El Clot de Moret               | Bellcaire d'Empordà Ctra. GI-632 km 5,500  | 42° 05′ 57″ N, 3° 06′ 49″ E / 42.099050°N,3.113600°E | fitxa | Carregueu una nova foto |
| Mas Faveta              |                                            | Bellcaire d'Empordà Crta. GI-632, km 2     | 42° 04′ 19″ N, 3° 05′ 46″ E / 42.072000°N,3.096017°E | fitxa | Carregueu una nova foto |
| Mas Puig                | Inscripció: Cortal Nou / Sol lucit omnibus | Bellcaire d'Empordà                        | 42° 05′ 54″ N, 3° 07′ 54″ E / 42.098317°N,3.131750°E | fitxa | Carregueu una nova foto |
| Mas Vehí                |                                            | Bellcaire d'Empordà Camí de Santa Caterina | 42° 04′ 39″ N, 3° 06′ 00″ E / 42.077550°N,3.100000°E | fitxa | Carregueu una nova foto |
| Torre Ferrana           |                                            | Bellcaire d'Empordà Camí de Sobrestany     | 42° 04′ 59″ N, 3° 07′ 54″ E / 42.082933°N,3.131533°E | fitxa | Carregueu una nova foto |
| Torre Forçosa           | Inscripció: Tempus fugit                   | Bellcaire d'Empordà Ctra. GI-632 km 5,800  | 42° 06′ 15″ N, 3° 06′ 52″ E / 42.104050°N,3.114433°E | fitxa | Carregueu una nova foto |

## La Bisbal d'Empordà
| Nom                           | Descripció                          | Localització                                          | Coordenades                                          | Fitxa | Imatge                                                                        |
| ----------------------------- | ----------------------------------- | ----------------------------------------------------- | ---------------------------------------------------- | ----- | ----------------------------------------------------------------------------- |
| Carrer de Jofre el Pilós, 46  |                                     | La Bisbal d'Empordà C. de Jofre el Pilós, 46          | 41° 57′ 53″ N, 3° 02′ 24″ E / 41.964783°N,3.040100°E | fitxa | Carregueu una nova foto                                                       |
| Carrer Pompeu Fabra, 4        |                                     | La Bisbal d'Empordà C. Pompeu Fabra, 4                |                                                      | fitxa | Carregueu una nova foto                                                       |
| Carrer del Puig d'en Vidal, 2 |                                     | La Bisbal d'Empordà C. del Puig d'en Vidal, 2         | 41° 57′ 37″ N, 3° 02′ 10″ E / 41.960200°N,3.036050°E | fitxa | Carregueu una nova foto                                                       |
| Ca l'Antiquari                |                                     | La Bisbal d'Empordà C. Sis d'Octubre del 1869, 79 bis | 41° 57′ 33″ N, 3° 02′ 36″ E / 41.959100°N,3.043383°E | fitxa | Carregueu una nova foto                                                       |
| Can Bonvehí                   |                                     | La Bisbal d'Empordà Pl. Jacint Verdaguer, 8           | 41° 57′ 38″ N, 3° 02′ 21″ E / 41.960433°N,3.039233°E | fitxa | Carregueu una nova foto                                                       |
| Can Cabruja                   |                                     | La Bisbal d'Empordà C. Cavallers, 14                  | 41° 57′ 37″ N, 3° 02′ 14″ E / 41.960383°N,3.037350°E | fitxa | Can Cabruja (la Bisbal d'Empordà) · Vegeu més fotos · Carregueu una nova foto |
| CEIP Mas Clarà                | Analemàtic                          | La Bisbal d'Empordà Av. Mas Clarà                     | 41° 57′ 57″ N, 3° 02′ 26″ E / 41.965833°N,3.040500°E | fitxa | Carregueu una nova foto                                                       |
| Castell d'Empordà             |                                     | La Bisbal d'Empordà                                   | 41° 58′ 42″ N, 3° 02′ 40″ E / 41.978367°N,3.044333°E | fitxa | Carregueu una nova foto                                                       |
| Mas Vidal                     | Inscripció: Mas Vidal / Any MDCCLII | La Bisbal d'Empordà Castell d'Empordà                 | 41° 58′ 36″ N, 3° 03′ 31″ E / 41.976800°N,3.058750°E | fitxa | Carregueu una nova foto                                                       |
| Mas Prats                     | Inscripció: Any 1920                | La Bisbal d'Empordà Sant Pol                          | 41° 55′ 55″ N, 3° 02′ 14″ E / 41.932083°N,3.037100°E | fitxa | Carregueu una nova foto                                                       |

## Calonge
| Nom                                 | Descripció                                                    | Localització                                         | Coordenades                                          | Fitxa | Imatge                                                       |
| ----------------------------------- | ------------------------------------------------------------- | ---------------------------------------------------- | ---------------------------------------------------- | ----- | ------------------------------------------------------------ |
| Carrer de la Creu, 16               | Inscripció: Nomes senyalo les hores llvminoses                | Calonge C. de la Creu, 16                            | 41° 51′ 54″ N, 3° 04′ 38″ E / 41.864917°N,3.077250°E | fitxa | Carregueu una nova foto                                      |
| Can Barceló                         |                                                               | Calonge C. Josep Tarradellas, 27                     | 41° 51′ 59″ N, 3° 04′ 33″ E / 41.866300°N,3.075833°E | fitxa | Can Barceló (Calonge) · Carregueu una nova foto              |
| Can Viñas, o els Ametllers          | Inscripció: El temps no el pots deturar però pots no perdre'l | Calonge                                              | 41° 51′ 47″ N, 3° 05′ 24″ E / 41.863167°N,3.089867°E | fitxa | Carregueu una nova foto                                      |
| Plaça de la Concòrdia, 3            |                                                               | Calonge Pl. de la Concòrdia, 3                       |                                                      | fitxa | Plaça de la Concòrdia, 3 (Calonge) · Carregueu una nova foto |
| Baixada de la Premsa, 1             |                                                               | Calonge Baixada de la Premsa, 1                      | 41° 51′ 45″ N, 3° 04′ 34″ E / 41.862583°N,3.076217°E | fitxa | Carregueu una nova foto                                      |
| Carrer del Puigtavell, 13           | Inscripció: Tempus fugit                                      | Calonge C. del Puigtavell, 13                        | 41° 52′ 07″ N, 3° 04′ 36″ E / 41.868683°N,3.076717°E | fitxa | Carregueu una nova foto                                      |
| Can Benet                           |                                                               | Calonge Crta. de Romanyà, 10                         | 41° 51′ 31″ N, 3° 04′ 20″ E / 41.858717°N,3.072267°E | fitxa | Can Benet (Calonge) · Carregueu una nova foto                |
| Can Galí                            |                                                               | Calonge C. del Puigtavell, 34                        | 41° 52′ 01″ N, 3° 04′ 38″ E / 41.866950°N,3.077300°E | fitxa | Carregueu una nova foto                                      |
| Can Morera                          | Inscripció: Tempus fugit                                      | Calonge C. Puigventós, 6                             | 41° 52′ 18″ N, 3° 04′ 36″ E / 41.871750°N,3.076700°E | fitxa | Carregueu una nova foto                                      |
| Mas Pou, Mas Rotllant de les Roques |                                                               | Calonge C. Joan Maragall, 19                         | 41° 51′ 51″ N, 3° 04′ 51″ E / 41.864050°N,3.080750°E | fitxa | Mas Pou (Calonge) · Carregueu una nova foto                  |
| Mas Sicars                          |                                                               | Calonge Crta. de Romanyà                             | 41° 51′ 32″ N, 3° 04′ 10″ E / 41.859017°N,3.069550°E | fitxa | Carregueu una nova foto                                      |
| Mas Viola                           |                                                               | Calonge C. del Puigtavell                            | 41° 52′ 23″ N, 3° 04′ 38″ E / 41.873067°N,3.077233°E | fitxa | Carregueu una nova foto                                      |
| Carrer Berguedà, 29                 | Inscripció: MCMXCIII                                          | Calonge Urb. Mas Ambròs                              | 41° 51′ 48″ N, 3° 04′ 01″ E / 41.863450°N,3.067033°E | fitxa | Carregueu una nova foto                                      |
| Carrer de la Selva, 47              |                                                               | Calonge Urb. Mas Ambròs                              | 41° 51′ 43″ N, 3° 03′ 31″ E / 41.861933°N,3.058517°E | fitxa | Carregueu una nova foto                                      |
| Mas Mañé                            |                                                               | Calonge C. de la Selva, 57. Urb. Mas Ambrós          | 41° 51′ 43″ N, 3° 03′ 44″ E / 41.862050°N,3.062250°E | fitxa | Carregueu una nova foto                                      |
| Av. de Pau Casals, 13               | Inscripció: Sol lucit omnibus / MCMLXXXVIII                   | Calonge Av. de Pau Casals, 13. Sant Antoni           | 41° 50′ 28″ N, 3° 05′ 34″ E / 41.841233°N,3.092733°E | fitxa | Carregueu una nova foto                                      |
| Carrer de Sant Antoni, 3            |                                                               | Calonge C. de Sant Antoni, 3. Sant Antoni de Calonge | 41° 50′ 43″ N, 3° 06′ 02″ E / 41.845349°N,3.100522°E | fitxa | Carregueu una nova foto                                      |
| Carrer de Sant Antoni, 9            |                                                               | Calonge C. de Sant Antoni, 9. Sant Antoni de Calonge | 41° 50′ 44″ N, 3° 06′ 02″ E / 41.845583°N,3.100583°E | fitxa | Carregueu una nova foto                                      |
| Carrer de Sant Daniel, 1            |                                                               | Calonge C. de Sant Daniel, 1. Urb. Sant Daniel       | 41° 51′ 29″ N, 3° 06′ 10″ E / 41.858000°N,3.102750°E | fitxa | Carregueu una nova foto                                      |
| Can Sais                            |                                                               | Calonge C. de la Marieta, 12. Sant Daniel            | 41° 51′ 29″ N, 3° 06′ 17″ E / 41.858103°N,3.104833°E | fitxa | Carregueu una nova foto                                      |
| Mas Ca n'Escapa                     | Inscripció: Deu vos guard                                     | Calonge Sant Daniel                                  |                                                      | fitxa | Carregueu una nova foto                                      |

## Castell i Platja d'Aro
| Nom                                      | Descripció                                                                       | Localització                                                                | Coordenades                                          | Fitxa | Imatge                                                          |
| ---------------------------------------- | -------------------------------------------------------------------------------- | --------------------------------------------------------------------------- | ---------------------------------------------------- | ----- | --------------------------------------------------------------- |
| Carrer Reial, 18                         |                                                                                  | Castell i Platja d'Aro C. Reial, 18                                         | 41° 48′ 48″ N, 3° 01′ 58″ E / 41.813267°N,3.032717°E | fitxa | Carregueu una nova foto                                         |
| Mas Cal Taper                            |                                                                                  | Castell i Platja d'Aro C. Hortènsies, 35                                    | 41° 49′ 19″ N, 3° 02′ 35″ E / 41.821817°N,3.042933°E | fitxa | Carregueu una nova foto                                         |
| Cal Padrí                                |                                                                                  | Castell i Platja d'Aro Av. de Fenals, 71                                    | 41° 49′ 25″ N, 3° 03′ 28″ E / 41.823633°N,3.057700°E | fitxa | Cal Padrí (Castell i Platja d'Aro) · Carregueu una nova foto    |
| Mas Civils                               | Inscripció: Fonch fet en lo any 1811                                             | Castell i Platja d'Aro Crta. s'Agaró-Castell d'Aro, 183                     | 41° 47′ 53″ N, 3° 02′ 35″ E / 41.798033°N,3.043117°E | fitxa | Carregueu una nova foto                                         |
| Carrer Baixa Sicars, 7                   |                                                                                  | Castell i Platja d'Aro C. Baixa Sicars, 7. Castell d'Aro                    | 41° 48′ 52″ N, 3° 01′ 35″ E / 41.814383°N,3.026350°E | fitxa | Carregueu una nova foto                                         |
| Carrer Calvari, 12                       | Inscripció: Viñas Pich / 1966 / Val més un quart d'enteniment que un any de vida | Castell i Platja d'Aro C. Calvari, 12. Castell d'Aro                        | 41° 48′ 56″ N, 3° 01′ 43″ E / 41.815483°N,3.028500°E | fitxa | Carregueu una nova foto                                         |
| Carrer Roquissar, 15                     | Inscripció: 1828                                                                 | Castell i Platja d'Aro C. Roquissar, 15. Castell d'Aro                      | 41° 48′ 55″ N, 3° 01′ 34″ E / 41.81529°N,3.026011°E  | fitxa | Carregueu una nova foto                                         |
| Cal Gavatx                               |                                                                                  | Castell i Platja d'Aro C. Roquissar, 9. Castell d'Aro                       | 41° 48′ 55″ N, 3° 01′ 33″ E / 41.815150°N,3.025767°E | fitxa | Carregueu una nova foto                                         |
| Cal Rei                                  | Inscripció: Ca'l Rei                                                             | Castell i Platja d'Aro C. de la Coma, 39. Castell d'Aro                     | 41° 49′ 01″ N, 3° 01′ 50″ E / 41.816833°N,3.030550°E | fitxa | Carregueu una nova foto                                         |
| Cal Salic                                |                                                                                  | Castell i Platja d'Aro C. Baixa Sicars, 1. Castell d'Aro                    | 41° 48′ 52″ N, 3° 01′ 33″ E / 41.814333°N,3.025883°E | fitxa | Carregueu una nova foto                                         |
| Església de Santa Maria de Castell d'Aro |                                                                                  | Castell i Platja d'Aro Pl. Santa Maria, Castell d'Aro                       | 41° 48′ 55″ N, 3° 01′ 51″ E / 41.815152°N,3.030753°E | fitxa | Carregueu una nova foto                                         |
| Can Granota                              |                                                                                  | Castell i Platja d'Aro Castell d'Aro                                        | 41° 49′ 04″ N, 3° 01′ 10″ E / 41.817908°N,3.019548°E | fitxa | Carregueu una nova foto                                         |
| Can Neve                                 | Inscripció: Can Neve / 2012                                                      | Castell i Platja d'Aro C. Nou Roquisar, 7. Castell d'Aro                    | 41° 48′ 55″ N, 3° 01′ 36″ E / 41.8153°N,3.0268°E     | fitxa | Carregueu una nova foto                                         |
| Casa sa Vall                             |                                                                                  | Castell i Platja d'Aro C. de la Coma, 68. Castell d'Aro                     | 41° 49′ 07″ N, 3° 01′ 48″ E / 41.818633°N,3.030017°E | fitxa | Carregueu una nova foto                                         |
| Mas Batet                                |                                                                                  | Castell i Platja d'Aro Castell d'Aro                                        | 41° 48′ 53″ N, 3° 01′ 21″ E / 41.8146°N,3.022483°E   | fitxa | Carregueu una nova foto                                         |
| Mas el Remei                             | Inscripció: Mas el Remei                                                         | Castell i Platja d'Aro Crta. de s'Agaró-Castell d'Aro, 81. Castell d'Aro    | 41° 48′ 23″ N, 3° 02′ 14″ E / 41.806267°N,3.037167°E | fitxa | Mas el Remei (Castell i Platja d'Aro) · Carregueu una nova foto |
| Plaça de la Constitució, 1               | Inscripció: Les hores van dansant al pas dels astres                             | Castell i Platja d'Aro Pl. de la Constitució, 1. Castell d'Aro              | 41° 48′ 54″ N, 3° 01′ 52″ E / 41.815033°N,3.030983°E | fitxa | Carregueu una nova foto                                         |
| Plaça Santa Maria, 11                    |                                                                                  | Castell i Platja d'Aro Pl. Santa Maria, 11. Castell d'Aro                   | 41° 48′ 55″ N, 3° 01′ 49″ E / 41.815299°N,3.030339°E | fitxa | Carregueu una nova foto                                         |
| Carrer Torrebosca, 13                    | Inscripció: 1973                                                                 | Castell i Platja d'Aro C. Torrebosca, 13. Fenals                            | 41° 49′ 15″ N, 3° 03′ 39″ E / 41.820850°N,3.060783°E | fitxa | Carregueu una nova foto                                         |
| Mas Torrebosca                           | Inscripció: 1956                                                                 | Castell i Platja d'Aro C. Torrebosca, 14. Fenals                            | 41° 49′ 15″ N, 3° 03′ 41″ E / 41.820817°N,3.061383°E | fitxa | Carregueu una nova foto                                         |
| Can Jan, Golf Masnou                     | Inscripció: 1870                                                                 | Castell i Platja d'Aro El Masnou                                            | 41° 50′ 17″ N, 3° 01′ 02″ E / 41.837950°N,3.017350°E | fitxa | Carregueu una nova foto                                         |
| Carrer Ginesta, 36                       | Inscripció: Bona dona, bon sentit, bona taula, bon llit                          | Castell i Platja d'Aro C. Ginesta, 36. Platja d'Aro                         | 41° 49′ 15″ N, 3° 03′ 32″ E / 41.8208°N,3.0589°E     | fitxa | Carregueu una nova foto                                         |
| Carrer Onze Setembre, 90                 |                                                                                  | Castell i Platja d'Aro C. Onze Setembre, 90. Platja d'Aro                   | 41° 48′ 28″ N, 3° 03′ 49″ E / 41.8077°N,3.0636°E     | fitxa | Carregueu una nova foto                                         |
| Carrer Salvador Dalí, 10                 |                                                                                  | Castell i Platja d'Aro C. Salvador Dalí, 10. Platja d'Aro                   | 41° 49′ 19″ N, 3° 03′ 56″ E / 41.822067°N,3.065482°E | fitxa | Carregueu una nova foto                                         |
| Carrer Ginesta, 40                       | Inscripció: Tempus fugit                                                         | Castell i Platja d'Aro C. Ginesta, 40. Platja d'Aro                         | 41° 49′ 16″ N, 3° 03′ 31″ E / 41.8212°N,3.0587°E     | fitxa | Carregueu una nova foto                                         |
| Carrer Ricard Viladesau, 11              |                                                                                  | Castell i Platja d'Aro C. Ricard Viladesau, 11. Platja d'Aro                | 41° 49′ 24″ N, 3° 04′ 11″ E / 41.8232°N,3.0696°E     | fitxa | Carregueu una nova foto                                         |
| Cal Sastre                               |                                                                                  | Castell i Platja d'Aro Av. Fenals, 52. Platja d'Aro                         | 41° 49′ 20″ N, 3° 03′ 39″ E / 41.822297°N,3.060706°E | fitxa | Carregueu una nova foto                                         |
| Carretera GI-665 km 1                    |                                                                                  | Castell i Platja d'Aro Ctra. GI-665 km 1. Platja d'Aro                      | 41° 49′ 35″ N, 3° 04′ 04″ E / 41.826350°N,3.067733°E | fitxa | Carregueu una nova foto                                         |
| La Torre                                 |                                                                                  | Castell i Platja d'Aro C. de Gujadalest, 204. Urb. El Mas Nou. Platja d'Aro | 41° 49′ 58″ N, 3° 02′ 33″ E / 41.832800°N,3.042550°E | fitxa | Carregueu una nova foto                                         |
| Mas Cruanyes                             | Inscripció: Año 1893                                                             | Castell i Platja d'Aro C. Fenals, 23. Platja d'Aro                          | 41° 49′ 32″ N, 3° 03′ 29″ E / 41.825556°N,3.058056°E | fitxa | Carregueu una nova foto                                         |
| Mas Civils                               |                                                                                  | Castell i Platja d'Aro Ctra. de s'Agaro a Castell d'Aro, 183. Platja d'Aro  | 41° 47′ 48″ N, 3° 02′ 38″ E / 41.796660°N,3.043768°E | fitxa | Carregueu una nova foto                                         |
| Casa Ensesa                              | Inscripció: Ave Maria Pur. / Casa Ensesa                                         | Castell i Platja d'Aro Av. de sa Conca, 20. S'Agaró                         | 41° 47′ 35″ N, 3° 03′ 35″ E / 41.793183°N,3.059650°E | fitxa | Carregueu una nova foto                                         |

## Colomers
| Nom              | Descripció       | Localització                       | Coordenades                                          | Fitxa | Imatge                                             |
| ---------------- | ---------------- | ---------------------------------- | ---------------------------------------------------- | ----- | -------------------------------------------------- |
| Carrer Orient, 1 |                  | Colomers C. Orient, 1              |                                                      | fitxa | Carregueu una nova foto                            |
| Casa Quintana    | Inscripció: 1835 | Colomers C. Mossèn Cinto Verdaguer | 42° 05′ 03″ N, 2° 59′ 19″ E / 42.084305°N,2.988512°E | fitxa | Casa Quintana (Colomers) · Carregueu una nova foto |

## Corçà
| Nom                     | Descripció                                                | Localització                          | Coordenades                                          | Fitxa | Imatge                  |
| ----------------------- | --------------------------------------------------------- | ------------------------------------- | ---------------------------------------------------- | ----- | ----------------------- |
| Rectoria                | Inscripció: Tempus fugit                                  | Corçà Pl. del Rebot, 3                | 41° 59′ 23″ N, 3° 01′ 04″ E / 41.989733°N,3.017700°E | fitxa | Carregueu una nova foto |
| Carrer Sant Isidre, 19  | Inscripció: Què mires mussol? Sóc un rellotge de sol!     | Corçà C. Sant Isidre, 19. Casavells   | 42° 00′ 01″ N, 3° 02′ 01″ E / 42.000350°N,3.033617°E | fitxa | Carregueu una nova foto |
| Mas Pagès               | Inscripció: Jo sense sol i tu sense fe no som res         | Corçà Cassà de Pelràs                 |                                                      | fitxa | Carregueu una nova foto |
| Can Mitjà, 1            |                                                           | Corçà Can Mitjà, 1. Les Costes        | 42° 00′ 03″ N, 3° 02′ 11″ E / 42.000733°N,3.036283°E | fitxa | Carregueu una nova foto |
| Veïnat de les Costes, 5 | Inscripció: Amb el sol ennuvolat que n'estic de descansat | Corçà Veïnat de les Costes, 5         | 42° 00′ 02″ N, 3° 02′ 12″ E / 42.000600°N,3.036667°E | fitxa | Carregueu una nova foto |
| Carrer Major, 19        |                                                           | Corçà C. Major, 19. Matajudaica       | 42° 00′ 22″ N, 3° 02′ 40″ E / 42.005983°N,3.044317°E | fitxa | Carregueu una nova foto |
| Mas Llobet              |                                                           | Corçà Ctra. de Púbol a Corçà. Planils |                                                      | fitxa | Carregueu una nova foto |

## Cruïlles, Monells i Sant Sadurní de l'Heura
| Nom                                       | Descripció                                                 | Localització                                                          | Coordenades                                          | Fitxa | Imatge                                                                                    |
| ----------------------------------------- | ---------------------------------------------------------- | --------------------------------------------------------------------- | ---------------------------------------------------- | ----- | ----------------------------------------------------------------------------------------- |
| Ca n'Estanyol                             |                                                            | Cruïlles, Monells i Sant Sadurní de l'Heura Cruïlles                  |                                                      | fitxa | Carregueu una nova foto                                                                   |
| Santuari de la Mare de Déu de l'Esperança | Inscripció: Jo sense Sol i tu sense fè tots dos no som res | Cruïlles, Monells i Sant Sadurní de l'Heura Cruïlles                  | 41° 57′ 50″ N, 3° 00′ 42″ E / 41.963900°N,3.011633°E | fitxa | Carregueu una nova foto                                                                   |
| Plaça de la Torre                         | Analemàtic                                                 | Cruïlles, Monells i Sant Sadurní de l'Heura Pl. de la Torre. Cruïlles | 41° 57′ 24″ N, 3° 00′ 37″ E / 41.956700°N,3.010317°E | fitxa | Plaça de la Torre (Cruïlles, Monells i Sant Sadurní de l'Heura) · Carregueu una nova foto |
| Plaça Jaume I                             |                                                            | Cruïlles, Monells i Sant Sadurní de l'Heura Pl. Jaume I. Monells      | 41° 58′ 29″ N, 2° 59′ 56″ E / 41.974717°N,2.998983°E | fitxa | Plaça Jaume I (Cruïlles, Monells i Sant Sadurní de l'Heura) · Carregueu una nova foto     |
| Mas Vilà, casa rural                      |                                                            | Cruïlles, Monells i Sant Sadurní de l'Heura Sies. Monells             | 41° 58′ 45″ N, 2° 58′ 52″ E / 41.979233°N,2.981183°E | fitxa | Carregueu una nova foto                                                                   |

## Foixà
| Nom                                 | Descripció | Localització                        | Coordenades                                          | Fitxa | Imatge                  |
| ----------------------------------- | --- | ----------------------------------- | ---------------------------------------------------- | ----- | ----------------------- |
| Can May                             | Inscripció: Si esta nubol no dic res pero quan el sol em toca amb la sombra de ma broca sempre dic l'hora que es | Foixà Ctra. de Foixà a Sant Llorenç | 42° 02′ 25″ N, 2° 59′ 50″ E / 42.040183°N,2.997200°E | fitxa | Carregueu una nova foto |
| Masia de Sant Llorenç de les Arenes | | Foixà Sant Llorenç de les Arenes    |                                                      | fitxa | Carregueu una nova foto |
| Can Galliners                       | Inscripció: 1892                                                                                                 | Foixà Els Masos                     | 42° 02′ 42″ N, 2° 59′ 36″ E / 42.045067°N,2.993383°E | fitxa | Carregueu una nova foto |
| Sala de Baix                        | | Foixà Barri la Sala                 |                                                      | fitxa | Carregueu una nova foto |
| Mas Piferrer                        | | Foixà Sant Llorenç de les Arenes    | 42° 03′ 39″ N, 2° 58′ 44″ E / 42.060850°N,2.979000°E | fitxa | Carregueu una nova foto |

## Fontanilles
| Nom                               | Descripció                                                                        | Localització                          | Coordenades                                          | Fitxa | Imatge                                                                |
| --------------------------------- | --------------------------------------------------------------------------------- | ------------------------------------- | ---------------------------------------------------- | ----- | --------------------------------------------------------------------- |
| Can Bech                          |                                                                                   | Fontanilles C. Major, 12              | 42° 00′ 41″ N, 3° 06′ 28″ E / 42.011417°N,3.107767°E | fitxa | Carregueu una nova foto                                               |
| La Caseta                         |                                                                                   | Fontanilles Ctra. GIV-6501 km 1       | 42° 00′ 16″ N, 3° 08′ 08″ E / 42.004367°N,3.135417°E | fitxa | Carregueu una nova foto                                               |
| Mas Bech de Baix                  |                                                                                   | Fontanilles C. Major, 10              | 42° 00′ 40″ N, 3° 06′ 28″ E / 42.011233°N,3.107900°E | fitxa | Carregueu una nova foto                                               |
| Mas Begur                         | Inscripció: Mas Bagur / 1997 / Quan el sol riu d'alegria jo dic les hores del dia | Fontanilles C. Major, 1               | 42° 00′ 37″ N, 3° 06′ 31″ E / 42.010150°N,3.108483°E | fitxa | Carregueu una nova foto                                               |
| Mas del Pont de la Blaia          | Inscripció: 19 de agosto de 1894 - D.N.M.                                         | Fontanilles Ctra. GIV-6501, km 1,7    | 42° 00′ 36″ N, 3° 07′ 32″ E / 42.010100°N,3.125567°E | fitxa | Carregueu una nova foto                                               |
| Can Marquès                       | Inscripció: Amigos no mirar sin sol                                               | Fontanilles C. de l'Estany, 7. Llabià | 42° 01′ 04″ N, 3° 05′ 13″ E / 42.017783°N,3.087067°E | fitxa | Carregueu una nova foto                                               |
| Can Vicenç                        | Inscripció: Aparta't que em fas ombra                                             | Fontanilles C. Major, 12. Llabià      | 42° 01′ 05″ N, 3° 05′ 16″ E / 42.017933°N,3.087833°E | fitxa | Carregueu una nova foto                                               |
| La Rectoria                       |                                                                                   | Fontanilles C. Major, 3. Llabià       | 42° 01′ 08″ N, 3° 05′ 15″ E / 42.018750°N,3.087533°E | fitxa | La Rectoria (Fontanilles) · Vegeu més fotos · Carregueu una nova foto |
| Masos d'en Coll, Mas Pou-Mas Llop |                                                                                   | Fontanilles Llabià                    |                                                      | fitxa | Carregueu una nova foto                                               |
| Mas Puig-roig                     | Inscripció: 1933-1991 / Commemoració noces d'or Xicu i Lola                       | Fontanilles Llabià                    | 42° 01′ 25″ N, 3° 05′ 09″ E / 42.023567°N,3.085750°E | fitxa | Carregueu una nova foto                                               |

## Forallac
| Nom                | Descripció                                 | Localització                                           | Coordenades                                          | Fitxa | Imatge                  |
| ------------------ | ------------------------------------------ | ------------------------------------------------------ | ---------------------------------------------------- | ----- | ----------------------- |
| Mas Bofill         |                                            | Forallac Canapost                                      | 41° 58′ 29″ N, 3° 04′ 20″ E / 41.974700°N,3.072150°E | fitxa | Carregueu una nova foto |
| Mas de Dalt        | Inscripció: Mas de Dalt / Canapost         | Forallac Canapost                                      | 41° 58′ 27″ N, 3° 04′ 13″ E / 41.974183°N,3.070267°E | fitxa | Carregueu una nova foto |
| Mas Genís          | Inscripció: Mas Genís / 2003               | Forallac Canapost                                      | 41° 58′ 25″ N, 3° 03′ 50″ E / 41.973567°N,3.064000°E | fitxa | Carregueu una nova foto |
| Mas Vives          | Inscripció: Mas Vives / 1622               | Forallac Canapost                                      | 41° 58′ 32″ N, 3° 04′ 15″ E / 41.975667°N,3.070967°E | fitxa | Carregueu una nova foto |
| Can Plaja          | Inscripció: 1821                           | Forallac Fitor                                         | 41° 54′ 39″ N, 3° 05′ 35″ E / 41.910967°N,3.093017°E | fitxa | Carregueu una nova foto |
| Plaça de Catalunya |                                            | Forallac Pl. de Catalunya. Fonteta                     | 41° 57′ 01″ N, 3° 03′ 27″ E / 41.950267°N,3.057550°E | fitxa | Carregueu una nova foto |
| Rectoria           |                                            | Forallac C. Constitució, 3. Fonteta                    | 41° 57′ 01″ N, 3° 03′ 26″ E / 41.950250°N,3.057350°E | fitxa | Carregueu una nova foto |
| Carrer Hospital, 1 |                                            | Forallac C. Hospital, 1. Peratallada                   |                                                      | fitxa | Carregueu una nova foto |
| Mas Carles         |                                            | Forallac Camí de la Carbonera. Sant Climent de Peralta | 41° 56′ 20″ N, 3° 05′ 38″ E / 41.938983°N,3.093833°E | fitxa | Carregueu una nova foto |
| Mas del Pou        | Inscripció: 13 Novembre 1993 / Mas del Pou | Forallac Sant Climent de Peralta                       | 41° 57′ 41″ N, 3° 04′ 57″ E / 41.961450°N,3.082600°E | fitxa | Carregueu una nova foto |
| Mas Frigola        |                                            | Forallac Sant Climent de Peralta                       | 41° 56′ 10″ N, 3° 05′ 35″ E / 41.936100°N,3.093133°E | fitxa | Carregueu una nova foto |
| Mas Mateu          |                                            | Forallac Sant Climent de Peralta                       | 41° 56′ 34″ N, 3° 05′ 31″ E / 41.942717°N,3.091867°E | fitxa | Carregueu una nova foto |
| Mas Vinyes del Pi  |                                            | Forallac Vullpellac                                    |                                                      | fitxa | Carregueu una nova foto |
| Mas Betlem         |                                            | Forallac C. de Sant Joan, 2. Vulpellac                 | 41° 57′ 42″ N, 3° 03′ 15″ E / 41.961717°N,3.054150°E | fitxa | Carregueu una nova foto |

## Gualta
| Nom             | Descripció                 | Localització               | Coordenades                                          | Fitxa | Imatge                  |
| --------------- | -------------------------- | -------------------------- | ---------------------------------------------------- | ----- | ----------------------- |
| Carrer Major, 5 |                            | Gualta C. Major, 5         | 42° 01′ 46″ N, 3° 06′ 13″ E / 42.029517°N,3.103600°E | fitxa | Carregueu una nova foto |
| Carrer Pedró, 4 |                            | Gualta C. Pedró, 4         | 42° 01′ 43″ N, 3° 06′ 01″ E / 42.028517°N,3.100400°E | fitxa | Carregueu una nova foto |
| Can Romaguera   | Inscripció: 13 agosto 1870 | Gualta Ctra. Palafrugell   | 42° 01′ 46″ N, 3° 07′ 40″ E / 42.029417°N,3.127650°E | fitxa | Carregueu una nova foto |
| Mas Fuster      |                            | Gualta Ctra. C-31 km 347,5 | 42° 01′ 28″ N, 3° 07′ 49″ E / 42.024517°N,3.130233°E | fitxa | Carregueu una nova foto |
| Mas Nou         |                            | Gualta C. Pedró, 10        | 42° 01′ 40″ N, 3° 06′ 01″ E / 42.027817°N,3.100250°E | fitxa | Carregueu una nova foto |
| Mas Tarrés      | Inscripció: 1600 1996      | Gualta C. Castellar, 3     | 42° 01′ 42″ N, 3° 06′ 11″ E / 42.028200°N,3.103017°E | fitxa | Carregueu una nova foto |

## Jafre
| Nom              | Descripció                                                                    | Localització       | Coordenades                                          | Fitxa | Imatge                  |
| ---------------- | ----------------------------------------------------------------------------- | ------------------ | ---------------------------------------------------- | ----- | ----------------------- |
| Carrer Major, 73 |                                                                               | Jafre C. Major, 73 | 42° 04′ 26″ N, 3° 00′ 37″ E / 42.074017°N,3.010400°E | fitxa | Carregueu una nova foto |
| Can Pei          | Inscripció: A Can Pei i a qui ho vol, els dic l'hora si em toca el Sol / 2011 | Jafre C. Creu, 17  | 42° 04′ 19″ N, 3° 00′ 43″ E / 42.07205°N,3.011917°E  | fitxa | Carregueu una nova foto |

## Mont-ras
| Nom                                | Descripció               | Localització                     | Coordenades                                          | Fitxa | Imatge                  |
| ---------------------------------- | ------------------------ | -------------------------------- | ---------------------------------------------------- | ----- | ----------------------- |
| Carrer de la Pedrera, 3            | Inscripció: Can Peixito  | Mont-ras C. de la Pedrera, 3     | 41° 54′ 43″ N, 3° 08′ 48″ E / 41.911820°N,3.146718°E | fitxa | Carregueu una nova foto |
| La Mina Petita                     |                          | Mont-ras Camí de Fitor           | 41° 54′ 50″ N, 3° 08′ 33″ E / 41.913911°N,3.142588°E | fitxa | Carregueu una nova foto |
| Carrer de Torres Jonama, 21        | Inscripció: Tempus fugit | Mont-ras C. de Torres Jonama, 21 | 41° 54′ 30″ N, 3° 08′ 53″ E / 41.908296°N,3.148003°E | fitxa | Carregueu una nova foto |
| Església parroquial de Sant Esteve |                          | Mont-ras Pl. de l'Església       | 41° 54′ 32″ N, 3° 08′ 37″ E / 41.908883°N,3.143600°E | fitxa | Carregueu una nova foto |

## Palafrugell
| Nom                                  | Descripció | Localització                                               | Coordenades                                          | Fitxa | Imatge                                                                |
| ------------------------------------ | --- | ---------------------------------------------------------- | ---------------------------------------------------- | ----- | --------------------------------------------------------------------- |
| Carrer Cervantes, 1-5                | | Palafrugell C. Cervantes, 1-5, pati interior               |                                                      | fitxa | Carregueu una nova foto                                               |
| Carrer Nou, 40                       | | Palafrugell C. Nou, 40                                     |                                                      | fitxa | Carregueu una nova foto                                               |
| Carrer Sagunt, 27, llar d'infants    | | Palafrugell C. Sagunt, 27                                  |                                                      | fitxa | Carregueu una nova foto                                               |
| Carrer Tarongeta, 14                 | | Palafrugell C. Tarongeta, 14                               |                                                      | fitxa | Carregueu una nova foto                                               |
| Can Borrull                          | Inscripció: Ave Maria | Palafrugell Ctra. antiga a Calella, 1. Santa Margarida     | 41° 54′ 27″ N, 3° 10′ 20″ E / 41.907391°N,3.172186°E | fitxa | Can Borrull (Palafrugell) · Vegeu més fotos · Carregueu una nova foto |
| Carrer Cavallers, 31                 | | Palafrugell C. Cavallers, 31                               | 41° 55′ 04″ N, 3° 09′ 48″ E / 41.917678°N,3.163329°E | fitxa | Carrer Cavallers, 31 (Palafrugell) · Carregueu una nova foto          |
| Can Ferrer                           | Inscripció: 1923 | Palafrugell Camí dels Plans                                | 41° 54′ 27″ N, 3° 10′ 56″ E / 41.907517°N,3.182133°E | fitxa | Carregueu una nova foto                                               |
| Can Solius                           | Inscripció: 1866 / Can Solius                                                                                                 | Palafrugell C. de l'Estrella, 5                            | 41° 55′ 04″ N, 3° 09′ 38″ E / 41.917883°N,3.160550°E | fitxa | Carregueu una nova foto                                               |
| Can Plaja                            | | Palafrugell C. Sant Sebastià, 34, pati interior            | 41° 54′ 59″ N, 3° 09′ 59″ E / 41.916435°N,3.166313°E | fitxa | Carregueu una nova foto                                               |
| Mas Oliver                           | | Palafrugell Ctra. Circumval·lació                          |                                                      | fitxa | Carregueu una nova foto                                               |
| Carrer de Villaamil, 20              | Inscripció: Viu i deixa viure                                                                                                 | Palafrugell C. de Villaamil, 20. Calella de Palafrugell    | 41° 53′ 24″ N, 3° 11′ 12″ E / 41.890067°N,3.186650°E | fitxa | Carregueu una nova foto                                               |
| Carrer Xopitea, 30                   | | Palafrugell C. Xopitea, 30. Calella de Palafrugell         | 41° 53′ 25″ N, 3° 11′ 03″ E / 41.890167°N,3.184033°E | fitxa | Carregueu una nova foto                                               |
| Església dels jardins de Cap Roig    | | Palafrugell Calella de Palafrugell                         | 41° 52′ 22″ N, 3° 10′ 23″ E / 41.872850°N,3.173167°E | fitxa | Carregueu una nova foto                                               |
| Can Roquer                           | Inscripció: Tothom que passi per aquí / si vol saber l'hora que és / si fa sol que guaiti enlaire / no els hi faré pagar res. | Palafrugell Camí del jardí botànic. Calella de Palafrugell | 41° 52′ 44″ N, 3° 10′ 31″ E / 41.878950°N,3.175217°E | fitxa | Carregueu una nova foto                                               |
| Passeig del Canadell, 5              | | Palafrugell Pg. del Canadell, 5. Calella de Palafrugell    | 41° 53′ 20″ N, 3° 11′ 13″ E / 41.888850°N,3.186950°E | fitxa | Passeig del Canadell, 5 (Palafrugell) · Carregueu una nova foto       |
| Club de Tennis Llafranc              | | Palafrugell Els Torrents, 8. Llafranc                      | 41° 54′ 21″ N, 3° 11′ 12″ E / 41.905883°N,3.186700°E | fitxa | Carregueu una nova foto                                               |
| Paratge de Farena                    | | Palafrugell Llafranc                                       | 41° 54′ 16″ N, 3° 10′ 53″ E / 41.904467°N,3.181417°E | fitxa | Carregueu una nova foto                                               |
| Can Pallot                           | | Palafrugell Paratge dels Torrents, 10. Llafranc            | 41° 54′ 27″ N, 3° 11′ 18″ E / 41.907517°N,3.188217°E | fitxa | Carregueu una nova foto                                               |
| Passeig Cipsela, 10                  | | Palafrugell Pg. Cipsela, 10. Llafranc                      | 41° 53′ 39″ N, 3° 11′ 42″ E / 41.894100°N,3.194933°E | fitxa | Carregueu una nova foto                                               |
| Sobre el port de Llafranc            | | Palafrugell                                                |                                                      | fitxa | Carregueu una nova foto                                               |
| Carrer d'Irene Rocas i Romaguera, 15 | | Palafrugell C. d'Irene Rocas i Romaguera, 15. Llofriu      | 41° 55′ 48″ N, 3° 07′ 57″ E / 41.930100°N,3.132450°E | fitxa | Carregueu una nova foto                                               |
| Carrer de les Planes, 1              | | Palafrugell C. de les Planes, 1. Llofriu                   |                                                      | fitxa | Carregueu una nova foto                                               |
| Can Cinto                            | | Palafrugell C. del Ter. Llofriu                            |                                                      | fitxa | Carregueu una nova foto                                               |
| Can Mateu                            | | Palafrugell C. Barceloneta, 22. Llofriu                    | 41° 56′ 13″ N, 3° 07′ 57″ E / 41.936966°N,3.132530°E | fitxa | Carregueu una nova foto                                               |
| Can Meliton                          | | Palafrugell Llofriu                                        |                                                      | fitxa | Can Meliton (Palafrugell) · Carregueu una nova foto                   |
| Can Janoher                          | | Palafrugell C. del Pedró Gran, 1 - pl. del Parlament, 6-7  | 41° 55′ 09″ N, 3° 09′ 50″ E / 41.919282°N,3.163934°E |       | Can Janoher (Palafrugell) · Vegeu més fotos · Carregueu una nova foto |

## Palamós
| Nom                              | Descripció                                                            | Localització                                              | Coordenades                                            | Fitxa | Imatge                  |
| -------------------------------- | --------------------------------------------------------------------- | --------------------------------------------------------- | ------------------------------------------------------ | ----- | ----------------------- |
| Cala s'Alguer                    | Inscripció: Les millors hores per a pescar no te les puc pas senyalar | Palamós                                                   | 41° 51′ 43″ N, 3° 09′ 08″ E / 41.861983°N,3.152150°E   | fitxa | Carregueu una nova foto |
| Rocabrava núm. 3                 |                                                                       | Palamós Crta. de la Fosca, casa 50                        | 41° 50′ 55″ N, 3° 08′ 11″ E / 41.848567°N,3.136367°E   | fitxa | Carregueu una nova foto |
| Carretera de Palafrugell         | Inscripció: Tempus fugit                                              | Palamós Ctra. de Palafrugell                              |                                                        | fitxa | Carregueu una nova foto |
| Mas Suquet                       |                                                                       | Palamós Passatge Torremirona                              |                                                        | fitxa | Carregueu una nova foto |
| Rectoria de Sant Joan de Palamós |                                                                       | Palamós C. Llevant, 1                                     | 41° 51′ 24″ N, 3° 07′ 46″ E / 41.856767°N,3.129517°E   | fitxa | Carregueu una nova foto |
| Torre del Consell                |                                                                       | Palamós Pl. de l'Església, façana principal de l'església | 41° 50′ 48″ N, 3° 07′ 43″ E / 41.8467520°N,3.1286024°E | fitxa | Carregueu una nova foto |
| Carrer Riera, 5                  |                                                                       | Palamós C. Riera, 5. Sant Joan de Palamós                 | 41° 51′ 33″ N, 3° 07′ 43″ E / 41.859150°N,3.128550°E   | fitxa | Carregueu una nova foto |
| Can Janot                        |                                                                       | Palamós Sant Joan de Palamós                              | 41° 51′ 47″ N, 3° 07′ 58″ E / 41.862983°N,3.132733°E   | fitxa | Carregueu una nova foto |
| Mas Pagès                        |                                                                       | Palamós El Balitrà. Vila-romà                             | 41° 52′ 14″ N, 3° 07′ 21″ E / 41.870600°N,3.122400°E   | fitxa | Carregueu una nova foto |

## Palau-sator
| Nom                   | Descripció                                 | Localització                                       | Coordenades                                          | Fitxa | Imatge                  |
| --------------------- | ------------------------------------------ | -------------------------------------------------- | ---------------------------------------------------- | ----- | ----------------------- |
| Torre de les Hores    | Inscripció: Només compto les hores serenes | Palau-sator Pl. de la Mota, 6-8                    | 41° 59′ 32″ N, 3° 07′ 01″ E / 41.992222°N,3.116944°E | fitxa | Carregueu una nova foto |
| Carrer Major, 2       |                                            | Palau-sator C. Major, 2. Fontclara                 | 41° 59′ 36″ N, 3° 07′ 22″ E / 41.993417°N,3.122650°E | fitxa | Carregueu una nova foto |
| Carrer Ponent, 8      |                                            | Palau-sator C. Ponent, 8. Fontclara                | 41° 59′ 38″ N, 3° 07′ 14″ E / 41.993983°N,3.120433°E | fitxa | Carregueu una nova foto |
| Carrer de la Font, 8  |                                            | Palau-sator C. de la Font, 8. Fontclara            | 41° 59′ 39″ N, 3° 07′ 19″ E / 41.994250°N,3.122000°E | fitxa | Carregueu una nova foto |
| Carrer de la Font, 1  |                                            | Palau-sator C. de la Font, 1. Sant Feliu de Boada  |                                                      | fitxa | Carregueu una nova foto |
| Carrer Vilademunt, 26 |                                            | Palau-sator C. Vilademunt, 26. Sant Feliu de Boada | 41° 58′ 20″ N, 3° 07′ 57″ E / 41.972222°N,3.132500°E | fitxa | Carregueu una nova foto |
| Can Ginestà           | Inscripció: 1943 S.                        | Palau-sator C. Vilademunt, 8. Sant Feliu de Boada  |                                                      | fitxa | Carregueu una nova foto |
| Mas Ametller          |                                            | Palau-sator Sant Feliu de Boada                    |                                                      | fitxa | Carregueu una nova foto |

## Pals
| Nom                                   | Descripció                                         | Localització                                                   | Coordenades                                          | Fitxa | Imatge                  |
| ------------------------------------- | -------------------------------------------------- | -------------------------------------------------------------- | ---------------------------------------------------- | ----- | ----------------------- |
| Can Pellicer                          |                                                    | Pals Circumvalació Pals. Platja de Pals                        |                                                      | fitxa | Carregueu una nova foto |
| Barri dels Vinyers, 1                 |                                                    | Pals Els Masos de Pals                                         |                                                      | fitxa | Carregueu una nova foto |
| Barri dels Vinyers, 3                 |                                                    | Pals Els Masos de Pals                                         |                                                      | fitxa | Carregueu una nova foto |
| Mas Gelabert, Golf les Serres de Pals | Inscripció: Jo sense sol tu sense fe no som res    | Pals                                                           |                                                      | fitxa | Carregueu una nova foto |
| Avinguda Paul Companyó, 20            |                                                    | Pals Av. Paul Companyó, 20                                     | 41° 58′ 07″ N, 3° 08′ 48″ E / 41.968533°N,3.146650°E | fitxa | Carregueu una nova foto |
| Carrer de l'Enginyer Algarra, 58      |                                                    | Pals C. Enginyer Algarra, 58                                   | 41° 58′ 06″ N, 3° 08′ 54″ E / 41.968367°N,3.148200°E | fitxa | Carregueu una nova foto |
| Can Palou                             | Inscripció: Jo sense sol i tu sense fe, no som res | Pals C. de Sant Fructuós, 24, pati interior. Els Masos de Pals | 41° 58′ 47″ N, 3° 09′ 51″ E / 41.979850°N,3.164250°E | fitxa | Carregueu una nova foto |

## Parlavà
| Nom                           | Descripció                                                                                                | Localització                                  | Coordenades                                          | Fitxa | Imatge                  |
| ----------------------------- | --- | --------------------------------------------- | ---------------------------------------------------- | ----- | ----------------------- |
| Carrer de la Plaça, 2         | | Parlavà C. de la Plaça, 2                     | 42° 01′ 16″ N, 3° 01′ 47″ E / 42.021183°N,3.029800°E | fitxa | Carregueu una nova foto |
| Carrer de Sant Sebastià, 7    | Inscripció: Jo sense sol / no puc donar-te les hores / un germà quan et vol / t'ho dóna tot a totes hores | Parlavà C. de Sant Sebastià, 7                | 42° 01′ 24″ N, 3° 01′ 34″ E / 42.023370°N,3.026163°E | fitxa | Carregueu una nova foto |
| Carrer Montori, 10            | | Parlavà C. Montori, 10                        | 42° 01′ 30″ N, 3° 01′ 53″ E / 42.025083°N,3.031467°E | fitxa | Carregueu una nova foto |
| Carrer del Carreró de Baix, 3 | | Parlavà C. del Carreró de Baix, 3. Fonolleres | 42° 01′ 16″ N, 3° 03′ 08″ E / 42.021233°N,3.052100°E | fitxa | Carregueu una nova foto |
| Mas Ponsatí                   | | Parlavà Fonolleres                            |                                                      | fitxa | Carregueu una nova foto |

## La Pera
| Nom                               | Descripció | Localització                            | Coordenades                                          | Fitxa | Imatge                  |
| --------------------------------- | ---------- | --------------------------------------- | ---------------------------------------------------- | ----- | ----------------------- |
| Can Duran                         |            | La Pera Ctra. Girona-Palamós, km 15,800 |                                                      | fitxa | Carregueu una nova foto |
| Casa pairal del carrer del Quintà |            | La Pera C. del Quintà. Púbol            | 42° 00′ 50″ N, 2° 58′ 59″ E / 42.013783°N,2.983000°E | fitxa | Carregueu una nova foto |

## Regencós
| Nom                     | Descripció | Localització                        | Coordenades                                          | Fitxa | Imatge                  |
| ----------------------- | ---------- | ----------------------------------- | ---------------------------------------------------- | ----- | ----------------------- |
| Mas Bofill              |            | Regencós C. Nou                     | 41° 57′ 09″ N, 3° 10′ 28″ E / 41.952367°N,3.174550°E | fitxa | Carregueu una nova foto |
| Mas Coll                |            | Regencós Crta. Regencós-Palafrugell | 41° 56′ 56″ N, 3° 10′ 06″ E / 41.948800°N,3.168417°E | fitxa | Carregueu una nova foto |
| Rectoria de Sant Vicenç |            | Regencós C. de Sant Vicenç, 1       | 41° 57′ 08″ N, 3° 10′ 13″ E / 41.952250°N,3.170367°E | fitxa | Carregueu una nova foto |

## Sant Feliu de Guíxols
| Nom                                       | Descripció                                                   | Localització                                       | Coordenades                                          | Fitxa | Imatge                                                                                 |
| ----------------------------------------- | ------------------------------------------------------------ | -------------------------------------------------- | ---------------------------------------------------- | ----- | -------------------------------------------------------------------------------------- |
| Carrer de Girona, 156                     |                                                              | Sant Feliu de Guíxols C. de Girona, 156            | 41° 47′ 12″ N, 3° 01′ 45″ E / 41.786617°N,3.029267°E | fitxa | Carregueu una nova foto                                                                |
| Mas Balmanya                              |                                                              | Sant Feliu de Guíxols Av. Martí Sureda             | 41° 47′ 20″ N, 3° 01′ 11″ E / 41.788883°N,3.019833°E | fitxa | Carregueu una nova foto                                                                |
| Carrer de Bourg de Peage, 3               |                                                              | Sant Feliu de Guíxols C. de Bourg de Peage, 3      | 41° 47′ 03″ N, 3° 02′ 03″ E / 41.784050°N,3.034050°E | fitxa | Carregueu una nova foto                                                                |
| Carrer Port Salvi, 36                     |                                                              | Sant Feliu de Guíxols C. Port Salvi, 36            | 41° 46′ 19″ N, 3° 01′ 44″ E / 41.7720°N,3.0289°E     | fitxa | Carregueu una nova foto                                                                |
| Casa Patxot, Cambra de Comerç Ind. i Nav. | Inscripció: Any 1920 / Lo ritme van seguint de les estrelles | Sant Feliu de Guíxols Pg. del Mar, 41              | 41° 46′ 54″ N, 3° 01′ 54″ E / 41.781634°N,3.031651°E | fitxa | Casa Patxot (Sant Feliu de Guíxols) · Vegeu més fotos · Carregueu una nova foto        |
| Ermita de Sant Elm                        |                                                              | Sant Feliu de Guíxols Trencall del passeig Marítim | 41° 46′ 29″ N, 3° 01′ 39″ E / 41.774592°N,3.027466°E | fitxa | Ermita de Sant Elm (Sant Feliu de Guíxols) · Vegeu més fotos · Carregueu una nova foto |
| Hotel Eden Roc                            |                                                              | Sant Feliu de Guíxols                              | 41° 46′ 20″ N, 3° 01′ 49″ E / 41.7722°N,3.0304°E     | fitxa | Carregueu una nova foto                                                                |
| Travessia del Raig                        |                                                              | Sant Feliu de Guíxols                              | 41° 46′ 40″ N, 3° 01′ 42″ E / 41.777908°N,3.028351°E | fitxa | Carregueu una nova foto                                                                |

## Santa Cristina d'Aro
| Nom                                              | Descripció                                                           | Localització                                                               | Coordenades                                          | Fitxa | Imatge                  |
| ------------------------------------------------ | -------------------------------------------------------------------- | -------------------------------------------------------------------------- | ---------------------------------------------------- | ----- | ----------------------- |
| Mas Esteve                                       |                                                                      | Santa Cristina d'Aro Ctra. de Girona                                       |                                                      | fitxa | Carregueu una nova foto |
| Carrer del Pedró, 2                              |                                                                      | Santa Cristina d'Aro C. del Pedró, 2                                       | 41° 49′ 02″ N, 3° 00′ 12″ E / 41.817221°N,3.003278°E | fitxa | Carregueu una nova foto |
| Carrer Salvador Dalí, 38                         |                                                                      | Santa Cristina d'Aro C. Salvador Dalí, 38                                  | 41° 48′ 59″ N, 2° 59′ 49″ E / 41.816300°N,2.996917°E | fitxa | Carregueu una nova foto |
| Carrer Salvador Dalí, 42                         |                                                                      | Santa Cristina d'Aro C. Salvador Dalí, 42                                  | 41° 48′ 59″ N, 2° 59′ 47″ E / 41.816367°N,2.996383°E | fitxa | Carregueu una nova foto |
| Carrer Padró, 13                                 | Inscripció: A 24 Abril de 1819                                       | Santa Cristina d'Aro C. Padró, 13                                          |                                                      | fitxa | Carregueu una nova foto |
| Cal Gravat                                       |                                                                      | Santa Cristina d'Aro Av. de l'Església, 40                                 | 41° 49′ 06″ N, 3° 00′ 15″ E / 41.818245°N,3.004044°E | fitxa | Carregueu una nova foto |
| Can Roca, la Casa Màgica                         | Inscripció: Sols marcaré les hores bones                             | Santa Cristina d'Aro                                                       | 41° 48′ 53″ N, 3° 00′ 05″ E / 41.814762°N,3.001392°E | fitxa | Carregueu una nova foto |
| Carrer Carrilet, 10                              |                                                                      | Santa Cristina d'Aro C. Carrilet, 10                                       | 41° 48′ 59″ N, 2° 59′ 51″ E / 41.816444°N,2.997528°E | fitxa | Carregueu una nova foto |
| Carrer Mestral, 3                                | Inscripció: Salut / Diners / Amor                                    | Santa Cristina d'Aro C. Mestral, 3                                         | 41° 48′ 58″ N, 2° 59′ 46″ E / 41.816019°N,2.996164°E | fitxa | Carregueu una nova foto |
| Ca l'Aimeric                                     |                                                                      | Santa Cristina d'Aro Carreró Vell, 6                                       | 41° 48′ 58″ N, 3° 00′ 07″ E / 41.816226°N,3.001849°E | fitxa | Carregueu una nova foto |
| Mas Pla, Restaurant Torrelles                    | Inscripció: Marcant y seguint el ritme dels estels s'escola el temps | Santa Cristina d'Aro Ctra. a Platja d'Aro                                  | 41° 48′ 58″ N, 3° 01′ 03″ E / 41.816032°N,3.017401°E | fitxa | Carregueu una nova foto |
| Restaurant La Masia                              |                                                                      | Santa Cristina d'Aro C. Teulera, 134                                       | 41° 48′ 49″ N, 2° 59′ 43″ E / 41.813667°N,2.995317°E | fitxa | Carregueu una nova foto |
| Ca la Musiqueta, restaurant Les Panolles         |                                                                      | Santa Cristina d'Aro Ctra. de Llagostera a Santa Cristina d'Aro. Bell-lloc | 41° 49′ 25″ N, 2° 58′ 37″ E / 41.823498°N,2.976998°E | fitxa | Carregueu una nova foto |
| Can Carbó                                        |                                                                      | Santa Cristina d'Aro Ctra. Romanyà a Santa Cristina d'Aro. Bell-lloc       | 41° 50′ 17″ N, 2° 58′ 34″ E / 41.838105°N,2.976169°E | fitxa | Carregueu una nova foto |
| Església de Santa Maria de Bell-lloc             | Inscripció: Que Déu ens do una Bona hora                             | Santa Cristina d'Aro Bell-lloc                                             | 41° 50′ 23″ N, 2° 58′ 40″ E / 41.839817°N,2.977900°E | fitxa | Carregueu una nova foto |
| Mas Ribes                                        |                                                                      | Santa Cristina d'Aro Bell-lloc                                             | 41° 50′ 15″ N, 2° 58′ 31″ E / 41.837467°N,2.975367°E | fitxa | Carregueu una nova foto |
| Mas Pi                                           |                                                                      | Santa Cristina d'Aro Bufaganyes                                            | 41° 48′ 16″ N, 3° 00′ 45″ E / 41.804517°N,3.012467°E | fitxa | Carregueu una nova foto |
| Mas Provençal                                    |                                                                      | Santa Cristina d'Aro Bufaganyes                                            | 41° 48′ 14″ N, 3° 01′ 14″ E / 41.803967°N,3.020683°E | fitxa | Carregueu una nova foto |
| Carrer Sort, 5                                   |                                                                      | Santa Cristina d'Aro C. Sort, 5. Romanyà de la Selva                       | 41° 51′ 17″ N, 3° 03′ 43″ E / 41.854700°N,3.061900°E | fitxa | Carregueu una nova foto |
| Can Cama, Restaurant Les Gavarres                |                                                                      | Santa Cristina d'Aro Romanyà de la Selva                                   | 41° 51′ 12″ N, 2° 59′ 05″ E / 41.853267°N,2.984733°E | fitxa | Carregueu una nova foto |
| Mas Anglada                                      |                                                                      | Santa Cristina d'Aro Romanyà de la Selva                                   | 41° 51′ 12″ N, 2° 57′ 47″ E / 41.853267°N,2.962933°E | fitxa | Carregueu una nova foto |
| Romanyà de la Selva, 43                          |                                                                      | Santa Cristina d'Aro Romanyà de la Selva, 43                               | 41° 51′ 14″ N, 2° 59′ 05″ E / 41.853850°N,2.984817°E | fitxa | Carregueu una nova foto |
| Mas Miquel                                       | Inscripció: És l'hora de l'amor i de la fe                           | Santa Cristina d'Aro Pl. de Catalunya. Sant Miquel d'Aro                   | 41° 51′ 33″ N, 2° 58′ 20″ E / 41.859167°N,2.972333°E | fitxa | Carregueu una nova foto |
| Can Cardenya                                     | Inscripció: Tempora permutas deus nec tu mutaris                     | Santa Cristina d'Aro Urb. Can Reixac, 13. Solius                           | 41° 48′ 45″ N, 2° 58′ 02″ E / 41.812617°N,2.967250°E | fitxa | Carregueu una nova foto |
| Església de Santa Maria de Solius                | Inscripció: Ora et labora                                            | Santa Cristina d'Aro Solius                                                | 41° 48′ 53″ N, 2° 57′ 43″ E / 41.814850°N,2.961933°E | fitxa | Carregueu una nova foto |
| Hospederia del monestir de Santa Maria de Solius | Inscripció: Tempus nostrum solius Dei sit                            | Santa Cristina d'Aro Solius                                                | 41° 48′ 52″ N, 2° 57′ 43″ E / 41.814400°N,2.962067°E | fitxa | Carregueu una nova foto |
| Mas Cateura                                      |                                                                      | Santa Cristina d'Aro Ctra. de Solius, 12. Solius                           | 41° 49′ 02″ N, 2° 58′ 29″ E / 41.817283°N,2.974767°E | fitxa | Carregueu una nova foto |
| Restaurant Mas Pla                               |                                                                      | Santa Cristina d'Aro Ctra. GIV-6611 km 1. Solius                           | 41° 48′ 54″ N, 2° 58′ 26″ E / 41.814933°N,2.974017°E | fitxa | Carregueu una nova foto |

## Serra de Daró
| Nom             | Descripció                      | Localització                | Coordenades | Fitxa | Imatge                  |
| --------------- | ------------------------------- | --------------------------- | ----------- | ----- | ----------------------- |
| Mas Sunyer      |                                 | Serra de Daró C. Orient     |             | fitxa | Carregueu una nova foto |
| Carrer Daró, 14 | Inscripció: Dono a canvi de res | Serra de Daró C. Daró, 14   |             | fitxa | Carregueu una nova foto |
| Can Casadellà   |                                 | Serra de Daró Pla del Cunyà |             | fitxa | Carregueu una nova foto |

## La Tallada d'Empordà
| Nom                     | Descripció                          | Localització                                  | Coordenades                                          | Fitxa | Imatge                  |
| ----------------------- | ----------------------------------- | --------------------------------------------- | ---------------------------------------------------- | ----- | ----------------------- |
| Carrer de les Torres, 2 |                                     | La Tallada d'Empordà C. de les Torres, 2      | 42° 04′ 45″ N, 3° 03′ 21″ E / 42.079233°N,3.055900°E | fitxa | Carregueu una nova foto |
| Plaça del Castell, 3    | Inscripció: 1995 / Lo temps es breu | La Tallada d'Empordà Pl. del Castell, 3       | 42° 04′ 47″ N, 3° 03′ 18″ E / 42.079683°N,3.055017°E | fitxa | Carregueu una nova foto |
| Plaça del castell, 9    |                                     | La Tallada d'Empordà Pl. del castell, 9       | 42° 04′ 47″ N, 3° 03′ 19″ E / 42.079700°N,3.055300°E | fitxa | Carregueu una nova foto |
| Mas Badia, IRTA         |                                     | La Tallada d'Empordà Canet                    | 42° 03′ 15″ N, 3° 03′ 42″ E / 42.054250°N,3.061700°E | fitxa | Carregueu una nova foto |
| Plaça Església, 3       |                                     | La Tallada d'Empordà Pl. Església, 3. Marenyà | 42° 05′ 31″ N, 3° 02′ 48″ E / 42.091867°N,3.046633°E | fitxa | Carregueu una nova foto |

## Torroella de Montgrí
| Nom                               | Descripció                                          | Localització                                                                     | Coordenades                                           | Fitxa | Imatge                                                                                  |
| --------------------------------- | --------------------------------------------------- | -------------------------------------------------------------------------------- | ----------------------------------------------------- | ----- | --------------------------------------------------------------------------------------- |
| Carrer de la Cuereta, 54          |                                                     | Torroella de Montgrí C. de la Cuereta, 54. El Pinell                             |                                                       | fitxa | Carregueu una nova foto                                                                 |
| Ca l'Hereu                        |                                                     | Torroella de Montgrí C. de l' Hospital, 10, pati, paret mitgera de Cal Martí Ral | 42° 02′ 21″ N, 3° 07′ 36″ E / 42.039107°N,3.126693°E  | fitxa | Carregueu una nova foto                                                                 |
| Can Capellà                       |                                                     | Torroella de Montgrí C. Ramon Boy, 13                                            | 42° 02′ 29″ N, 3° 07′ 45″ E / 42.041285°N,3.129078°E  | fitxa | Carregueu una nova foto                                                                 |
| Carrer d'Alemanya, 4              |                                                     | Torroella de Montgrí C. d'Alemanya, 4                                            | 42° 03′ 11″ N, 3° 10′ 12″ E / 42.053138°N,3.169929°E  | fitxa | Carregueu una nova foto                                                                 |
| Carrer del Dr. Pericot, 3         |                                                     | Torroella de Montgrí C. del Dr. Pericot, 3                                       | 42° 02′ 36″ N, 3° 07′ 40″ E / 42.043261°N,3.127740°E  | fitxa | Carregueu una nova foto                                                                 |
| Can Poch                          |                                                     | Torroella de Montgrí C. de Migdia, 70                                            | 42° 02′ 32″ N, 3° 07′ 17″ E / 42.042132°N,3.121386°E  | fitxa | Carregueu una nova foto                                                                 |
| Carrer de Santa Caterina, 48      | Inscripció: A lumine motus                          | Torroella de Montgrí C. de Santa Caterina, 48 - c. de Fàtima                     | 42° 02′ 41″ N, 3° 07′ 39″ E / 42.044603°N,3.127421°E  | fitxa | Carregueu una nova foto                                                                 |
| Carrer de Santa Caterina, 82      |                                                     | Torroella de Montgrí C. de Santa Caterina, 82, des del c. Ramon Muntaner         | 42° 02′ 38″ N, 3° 07′ 55″ E / 42.044021°N,3.131865°E  | fitxa | Carregueu una nova foto                                                                 |
| Carrer del Mar, 18                |                                                     | Torroella de Montgrí C. del Mar, 18                                              | 42° 02′ 34″ N, 3° 07′ 36″ E / 42.042698°N,3.126540°E  | fitxa | Carregueu una nova foto                                                                 |
| Ermita de Santa Caterina          | Inscripció: 1751-1998                               | Torroella de Montgrí                                                             | 42° 03′ 29″ N, 3° 08′ 05″ E / 42.058152°N,3.134613°E  | fitxa | Carregueu una nova foto                                                                 |
| Església parroquial de Sant Genís |                                                     | Torroella de Montgrí Pl. Abat Oliva                                              | 42° 02′ 36″ N, 3° 07′ 34″ E / 42.043386°N,3.126228°E  | fitxa | Carregueu una nova foto                                                                 |
| Hotel Molí del Mig                | Inscripció: 1783                                    | Torroella de Montgrí                                                             | 42° 02′ 01″ N, 3° 08′ 26″ E / 42.033611°N,3.1405555°E | fitxa | Carregueu una nova foto                                                                 |
| Mas de la Capellana               | Inscripció: 1758-1998                               | Torroella de Montgrí Camí de la Gola                                             | 42° 01′ 28″ N, 3° 08′ 59″ E / 42.024317°N,3.149650°E  | fitxa | Carregueu una nova foto                                                                 |
| Mas del Roig                      | Inscripció: Sin sol nada soy                        | Torroella de Montgrí Camí de la Gola                                             |                                                       | fitxa | Carregueu una nova foto                                                                 |
| Plaça de la Vila, 12              | Inscripció: Ave Maria / Octubre 1725 Torroella de M | Torroella de Montgrí Pl. de la Vila, 12                                          | 42° 02′ 28″ N, 3° 07′ 34″ E / 42.041221°N,3.126140°E  | fitxa | Plaça de la Vila, 12 (Torroella de Montgrí) · Vegeu més fotos · Carregueu una nova foto |
| Restaurant Palau Lo Mirador       | Inscripció: Docet umbra                             | Torroella de Montgrí Pg. de l'Església, 1                                        | 42° 02′ 35″ N, 3° 07′ 33″ E / 42.043102°N,3.125930°E  | fitxa | Carregueu una nova foto                                                                 |
| Torre de les Aigües               |                                                     | Torroella de Montgrí Camí Horts del Tamariuar                                    | 42° 02′ 10″ N, 3° 07′ 33″ E / 42.036134°N,3.125754°E  | fitxa | Carregueu una nova foto                                                                 |
| Barraca del Camp de l'Arbre       |                                                     | Torroella de Montgrí Camí de la Gola. L'Estartit                                 | 42° 02′ 23″ N, 3° 11′ 09″ E / 42.039667°N,3.185933°E  | fitxa | Carregueu una nova foto                                                                 |
| Carrer de l'Atlàntic, 20          |                                                     | Torroella de Montgrí C. de l'Atlàntic, 20. L'Estartit                            | 42° 03′ 16″ N, 3° 11′ 27″ E / 42.054467°N,3.190867°E  | fitxa | Carregueu una nova foto                                                                 |
| Carrer Santa Anna, 22             |                                                     | Torroella de Montgrí C. Santa Anna, 22, l'Estartit                               |                                                       | fitxa | Carrer Santa Anna, 22 (Torroella de Montgrí) · Carregueu una nova foto                  |
| Mas Llimoner                      |                                                     | Torroella de Montgrí Camí del Ter Vell. L'Estartit                               | 42° 02′ 24″ N, 3° 09′ 48″ E / 42.040100°N,3.163250°E  | fitxa | Carregueu una nova foto                                                                 |
| Casa Salietti, Restaurant Robert  | Inscripció: Any 1918 / L-Al-ba                      | Torroella de Montgrí Pg. Marítim, 58-59                                          | 42° 03′ 14″ N, 3° 12′ 00″ E / 42.053917°N,3.200033°E  | fitxa | Carregueu una nova foto                                                                 |
| La Casanova                       |                                                     | Torroella de Montgrí Camí Vell, 15. L'Estartit                                   | 42° 03′ 05″ N, 3° 11′ 09″ E / 42.051483°N,3.185733°E  | fitxa | Carregueu una nova foto                                                                 |
| Mas d'en Puig                     |                                                     | Torroella de Montgrí Camí de la Moixina. L'Estartit                              | 42° 02′ 29″ N, 3° 10′ 21″ E / 42.041500°N,3.172467°E  | fitxa | Carregueu una nova foto                                                                 |
| Mas Figueres                      |                                                     | Torroella de Montgrí L'Estartit                                                  |                                                       | fitxa | Carregueu una nova foto                                                                 |
| Mas la Terrera                    |                                                     | Torroella de Montgrí Camí de Baix. L'Estartit                                    | 42° 02′ 40″ N, 3° 10′ 03″ E / 42.044350°N,3.167367°E  | fitxa | Carregueu una nova foto                                                                 |
| Mas Llorers                       |                                                     | Torroella de Montgrí Camí del Ter Vell. L'Estartit                               | 42° 02′ 28″ N, 3° 10′ 07″ E / 42.041067°N,3.168583°E  | fitxa | Carregueu una nova foto                                                                 |
| Mas Marquès                       |                                                     | Torroella de Montgrí Ctra. de l'Estartit                                         | 42° 02′ 57″ N, 3° 10′ 20″ E / 42.049150°N,3.172300°E  | fitxa | Carregueu una nova foto                                                                 |
| Mas Noguer                        |                                                     | Torroella de Montgrí Camí del Ter Vell. L'Estartit                               | 42° 02′ 21″ N, 3° 09′ 39″ E / 42.039200°N,3.160917°E  | fitxa | Carregueu una nova foto                                                                 |
| Mas Ral                           | Inscripció: Bon dia                                 | Torroella de Montgrí Camí de Baix. L'Estartit                                    | 42° 02′ 45″ N, 3° 09′ 44″ E / 42.045783°N,3.162267°E  | fitxa | Mas Ral (Torroella de Montgrí) · Vegeu més fotos · Carregueu una nova foto              |
| Mas Ramades                       |                                                     | Torroella de Montgrí C. Ripollès. L'Estartit                                     | 42° 03′ 15″ N, 3° 09′ 46″ E / 42.054100°N,3.162833°E  | fitxa | Carregueu una nova foto                                                                 |
| Torre Begura                      | Inscripció: 1923-1990                               | Torroella de Montgrí Camí de Baix. L'Estartit                                    | 42° 02′ 27″ N, 3° 09′ 13″ E / 42.040717°N,3.153550°E  | fitxa | Carregueu una nova foto                                                                 |
| Can Sabater                       |                                                     | Torroella de Montgrí Sobrestany                                                  | 42° 04′ 47″ N, 3° 07′ 11″ E / 42.079783°N,3.119650°E  | fitxa | Carregueu una nova foto                                                                 |

## Ullà
| Nom                                | Descripció                                          | Localització               | Coordenades                                          | Fitxa | Imatge                                                                                |
| ---------------------------------- | --------------------------------------------------- | -------------------------- | ---------------------------------------------------- | ----- | ------------------------------------------------------------------------------------- |
| Carrer Girona, 7                   |                                                     | Ullà C. Girona, 7          | 42° 02′ 57″ N, 3° 06′ 31″ E / 42.049033°N,3.108500°E | fitxa | Carregueu una nova foto                                                               |
| Mas Xiquet                         |                                                     | Ullà Antic camí d'Empúries | 42° 03′ 18″ N, 3° 06′ 35″ E / 42.054867°N,3.109783°E | fitxa | Carregueu una nova foto                                                               |
| Església parroquial de Santa Maria | Inscripció: Uni Sole servio                         | Ullà C. de l'Església      | 42° 03′ 06″ N, 3° 06′ 29″ E / 42.051600°N,3.108067°E | fitxa | Església parroquial de Santa Maria (Ullà) · Vegeu més fotos · Carregueu una nova foto |
| Ca la Monja                        | Inscripció: Jo sense sol, tu sense fe, no valem res | Ullà La Roqueta            | 42° 03′ 07″ N, 3° 07′ 17″ E / 42.051967°N,3.121433°E | fitxa | Carregueu una nova foto                                                               |

## Ullastret
| Nom                  | Descripció | Localització               | Coordenades | Fitxa | Imatge                  |
| -------------------- | ---------- | -------------------------- | ----------- | ----- | ----------------------- |
| Can Coll             |            | Ullastret C. dels Bous, 14 |             | fitxa | Carregueu una nova foto |
| Can Pebrot de Millàs |            | Ullastret C. dels Bous, 4  |             | fitxa | Carregueu una nova foto |
| Can Rigau            |            | Ullastret C. Major, 5      |             | fitxa | Carregueu una nova foto |

## Ultramort
| Nom              | Descripció | Localització           | Coordenades                                          | Fitxa | Imatge                  |
| ---------------- | ---------- | ---------------------- | ---------------------------------------------------- | ----- | ----------------------- |
| Carrer Major, 17 |            | Ultramort C. Major, 17 |                                                      | fitxa | Carregueu una nova foto |
| Can Doma         |            | Ultramort C. Unió, 8   |                                                      | fitxa | Carregueu una nova foto |
| Mas de la Devesa |            | Ultramort C. Major, 9  | 42° 02′ 06″ N, 3° 02′ 05″ E / 42.035017°N,3.034833°E | fitxa | Carregueu una nova foto |

## Vall-llobrega
| Nom        | Descripció | Localització                      | Coordenades                                          | Fitxa | Imatge                  |
| ---------- | ---------- | --------------------------------- | ---------------------------------------------------- | ----- | ----------------------- |
| Ses Arrels |            | Vall-llobrega C. Raval de Dalt, 1 | 41° 53′ 00″ N, 3° 07′ 21″ E / 41.883283°N,3.122450°E | fitxa | Carregueu una nova foto |

## Verges
| Nom                 | Descripció            | Localització                              | Coordenades                                          | Fitxa | Imatge                  |
| ------------------- | --------------------- | ----------------------------------------- | ---------------------------------------------------- | ----- | ----------------------- |
| Carrer Migdia, 15   |                       | Verges C. Migdia, 15                      | 42° 03′ 39″ N, 3° 02′ 38″ E / 42.060933°N,3.043933°E | fitxa | Carregueu una nova foto |
| Casa Coll-Gravolosa |                       | Verges Ctra. de Girona, 15, pati interior |                                                      | fitxa | Carregueu una nova foto |
| Rectoria            | Inscripció: Do si sol | Verges C. de l'Església, 6                | 42° 03′ 40″ N, 3° 02′ 45″ E / 42.061017°N,3.045967°E | fitxa | Carregueu una nova foto |

## Vilopriu
| Nom                 | Descripció                      | Localització                   | Coordenades                                          | Fitxa | Imatge                  |
| ------------------- | ------------------------------- | ------------------------------ | ---------------------------------------------------- | ----- | ----------------------- |
| Mas dels Barbellons |                                 | Vilopriu Ctra. GI-623 km 8,4   | 42° 08′ 23″ N, 3° 00′ 11″ E / 42.139667°N,3.003100°E | fitxa | Carregueu una nova foto |
| Mas la Garriga      | Inscripció: Dum vivimos vivamos | Vilopriu Ctra. GI-631 km 0,500 | 42° 05′ 56″ N, 2° 59′ 05″ E / 42.098917°N,2.984650°E | fitxa | Carregueu una nova foto |
| Can Muní            | Inscripció: 1807                | Vilopriu Pins                  | 42° 06′ 37″ N, 2° 58′ 38″ E / 42.110367°N,2.977333°E | fitxa | Carregueu una nova foto |